# L'Insaisissable Frédéric
Pour plus de détails, voir Fiche technique et Distribution.
L'Insaisissable Frédéric est un film français réalisé par Richard Pottier et sorti en 1946.

## Synopsis
La romancière Suzanne Delmont crée un personnage, « L'Insaisissable Frédéric », une sorte d'Arsène Lupin. Un mystérieux inconnu lance une campagne de presse l'accusant d'avoir une influence néfaste sur la jeunesse.

## Fiche technique
- Titre : L'Insaisissable Frédéric
- Réalisation : Richard Pottier
- Scénario et dialogues : Gérard Carlier et Carlo Rim
- Photographie : Charlie Bauer
- Montage : Christian Gaudin
- Musique : Joe Hajos
- Société de production : Les Films Tellus
- Société de distribution : Pathé Consortium Cinéma (France)
- Pays d'origine :  France
- Format : Noir et blanc – Mono – 1.37 :1 – 35 mm
- Tournage : du 22 octobre au 8 décembre 1945
- Genre : Comédie
- Durée : 100 minutes
- Date de sortie :
- France : 15 juillet 1946

## Distribution
- Renée Saint-Cyr : Suzanne Delmont
- Paul Meurisse : B.B. / Richard Fernay
- Pierre Bertin : Granier
- Jeanne Fusier-Gir : Justine
- Denise Grey : Miss Baxter
- Palau : Petithunier
- Henri Vilbert : le policier
- Annette Poivre : Martine
- Paul Faivre : l'éditeur
- Robert Clermont : l'expert
- Richard Francœur
- René Alié
- Roger Bontemps
- Arsenio Freignac
- Henri Murray
- Marcel Loche
- Marcelle Rexiane
- Claire Mafféi
- Jean Meyer
- Howard Vernon